# 花地湾站
花地湾站是广州地铁一号线的一座车站，位於中国广东省广州市荔湾区花地大道北喜鵲路口和金鵬路口之間的地底，1997年随地铁一号线首段开通而启用。

## 車站結構

### 車站樓層
花地湾站共有二層，地面为花地大道北以及其它建筑；地下一层设南北两个站厅；地下二層為1號綫月台。
| 地下一层 | 北站廳   | B·C出入口、售票機、客服中心、商店、警务室、安检设施 |          |          |
|          | 南站廳   | A·D出入口、售票機、客服中心、商店、安检设施         |          |          |
| 地下二层 | 侧式站台 | 侧式站台                                            | 侧式站台 | 侧式站台 |
|          | 2 站台   | █1号线 西塱方向（下站：坑口）                       |          |          |
|          | 1 站台   | █1号线 广州东站方向（下站：芳村）                   |          |          |
|          | 侧式站台 |                                                     |          |          |

### 站厅
花地湾站分為南北兩個站廳，由于车站站台部分采用敞开式设计，因此兩個站廳在非付費區並不相通。两个站厅的收费区均各自分别设有楼梯供乘客来往两个站台。而北站厅各自连接2个月台的专用电梯由于站台一侧的升降机门均设于月台北端屏蔽门之外的区域，使用時需要向车站工作人员協助使用。
現時本站提供不同類型的商店，例如便利店、面包糕饼店以及鸭脖店等。此外也有不少自助服務設施，例如自動售賣機以及自动充值/售卡机等。

### 月台
花地湾站設有一组对向式侧式月台，位於花地大道北地底。由于本站采用大明挖浅埋建设，站台部分采用敞开式的弧形拱顶，是本站特色。此外，本站是广州地铁地下车站中唯一一個使用半高式屏蔽门的车站。
本站雖為地下車站，但本站前後沒有設置折返線，因此当受台风来袭等恶劣天气影响需要停运露天段時，1號線列車只能在芳村站折返，所以屆時本站亦會被迫停運關閉。

2号月台全景图（摄于2017年7月）

### 出入口
花地湾站设有四个出入口，分布于南北两个站厅。其中B出入口设有连接车站站厅和地面的升降机，方便轮椅及携带婴儿车人士进出车站。
值得一提的是，本站C、D出入口通道由於需要避讓地下铺设的管道，导致通道中間設置有先上再下的幾級樓梯。
|                                           |                                                       |      |            |                                                                      |
| 編號                                      | 设施                                                  | 照片 | 出口指示   | 建議前往的目的地                                                     |
| A                                         | 扶手电梯标志                                          |      | 花地大道北 | 浣花路、彩凤路、广州市荔湾中心医院花地湾院区、翠竹苑公交车站（北行） |
| B                                         | 盲道标志 · 升降机标志 · 无障碍通道标志 · 扶手电梯标志 |      | 花地大道北 | 花蕾路、花地大道公交车站（北行）                                     |
| C                                         | 盲道标志                                              |      | 花地大道北 | 金鹏路、花蕾路、地铁花地湾站公交车站、花地大道公交车站（南行）       |
| D                                         |                                                       |      | 花地大道北 | 喜鹊路、浣花路、花地湾古玩城、翠竹苑公交车站（南行）                 |
| 註： 設有 \| 設有 \| 設有 \| 設有扶手電梯 |                                                       |      |            |                                                                      |

## 接駁交通
| 编号 | 编号    | 线路               | 线路 | 线路                       | 收费 | 备注            |
| ---- | ------- | ------------------ | ---- | -------------------------- | ---- | --------------- |
|      | 487     | 白鹤沙             | ⇆    | 凤凰岗                     | 2元  |                 |
|      | 广565   | （广州）瑞宝乡     | ⇆    | （佛山）穗盐路（雍景豪园） | 2元  |                 |
|      | 782     | 江北路             | ⇆    | 芳村码头（信义路）         | 2元  |                 |
|      | 782A    | 芳村码头（信义路） | ↺    | 芳村码头（信义路）         | 2元  | 经坑口地铁站    |
|      | 839     | 广州白云站         | ⇆    | 芳和花园                   | 2元  |                 |
|      | 广夜103 | 地铁江泰路站       | ⇆    | （佛山）穗盐路（雍景豪园） | 3元  | 广565路附属线路 |

| 编号             | 编号    | 线路                     | 线路                 | 线路                       | 收费 | 备注            |
| ---------------- | ------- | ------------------------ | -------------------- | -------------------------- | ---- | --------------- |
|                  | 71      | 芳村西塱                 | ⇆                    | 同德围（阳光花园）         | 2元  |                 |
|                  | 217     | 广卫路                   | ⇆                    | 芳村西塱                   | 2元  |                 |
|                  | 222     | 芳村丰年路（黄大仙祠）   | ⇆                    | 五羊邨                     | 2元  |                 |
|                  | 487     | 白鹤沙                   | ⇆                    | 凤凰岗                     | 2元  |                 |
|                  | 525     | 海中村                   | ⇆                    | 芳村葵蓬（嵘都花园）       | 2元  |                 |
|                  | 广565   | （广州）瑞宝乡           | ⇆                    | （佛山）穗盐路（雍景豪园） | 2元  |                 |
|                  | 782     | 江北路                   | ⇆                    | 芳村码头（信义路）         | 2元  |                 |
|                  | 782A    | 芳村码头（信义路）       | ↺                    | 芳村码头（信义路）         | 2元  | 经坑口地铁站    |
|                  | 838     | 龙溪村委                 | ⇆                    | 南方茶叶市场               | 2元  |                 |
|                  | 839     | 广州白云站               | ⇆                    | 芳和花园                   | 2元  |                 |
|                  | 966     | 水秀二路（隽泷湾）       | ↻                    | 下芳村                     | 2元  |                 |
|                  | 夜44    | 海珠客运站               | ⇆                    | 桥中                       | 3元  | 208路附属线路   |
|                  | 广夜103 | 地铁江泰路站             | ⇆                    | （佛山）穗盐路（雍景豪园） | 3元  | 广565路附属线路 |
|                  | 夜113   | 裕海路                   | ↺                    | 文化公园                   | 3元  | 966路附属线路   |
|                  | 佛278   | （佛山）狮山海逸桃源花园 | ⇆                    | （广州）芳村客运站         | 4元  |                 |
|                  | 佛沥17B | （佛山）珑耀华府         | 全程 ⇆               | （广州）芳村客运站         | 2元  |                 |
| （佛山）河东社区 | 佛沥17B | 短线 ↺                   | （广州）花地湾地铁站 |                            | 2元  |                 |

| 编号 | 编号    | 线路                   | 线路 | 线路                       | 收费 | 备注            |
| ---- | ------- | ---------------------- | ---- | -------------------------- | ---- | --------------- |
|      | 71      | 芳村西塱               | ⇆    | 同德围（阳光花园）         | 2元  |                 |
|      | 217     | 广卫路                 | ⇆    | 芳村西塱                   | 2元  |                 |
|      | 222     | 芳村丰年路（黄大仙祠） | ⇆    | 五羊邨                     | 2元  |                 |
|      | 487     | 白鹤沙                 | ⇆    | 凤凰岗                     | 2元  |                 |
|      | 525     | 海中村                 | ⇆    | 芳村葵蓬（嵘都花园）       | 2元  |                 |
|      | 广565   | （广州）瑞宝乡         | ⇆    | （佛山）穗盐路（雍景豪园） | 2元  |                 |
|      | 782     | 江北路                 | ⇆    | 芳村码头（信义路）         | 2元  |                 |
|      | 782A    | 芳村码头（信义路）     | ↺    | 芳村码头（信义路）         | 2元  | 经坑口地铁站    |
|      | 838     | 龙溪村委               | ⇆    | 南方茶叶市场               | 2元  |                 |
|      | 839     | 广州白云站             | ⇆    | 芳和花园                   | 2元  |                 |
|      | 966     | 水秀二路（隽泷湾）     | ↻    | 下芳村                     | 2元  |                 |
|      | 夜44    | 海珠客运站             | ⇆    | 桥中                       | 3元  | 208路附属线路   |
|      | 广夜103 | 地铁江泰路站           | ⇆    | （佛山）穗盐路（雍景豪园） | 3元  | 广565路附属线路 |
|      | 夜113   | 裕海路                 | ↺    | 文化公园                   | 3元  | 966路附属线路   |

## 利用情况
花地湾站邻近红棉苑、翠竹苑等住宅小区以及城中村，同时附近的越和花鸟鱼虫世界（因租约到期被拆除，地块现归地铁公司所有），是該區主要購物點之一，不少市民会在该市场购买花卉以及宠物等。但由于本站的位置不是芳村的中心地带，因此本站客流稍显一般。

## 历史

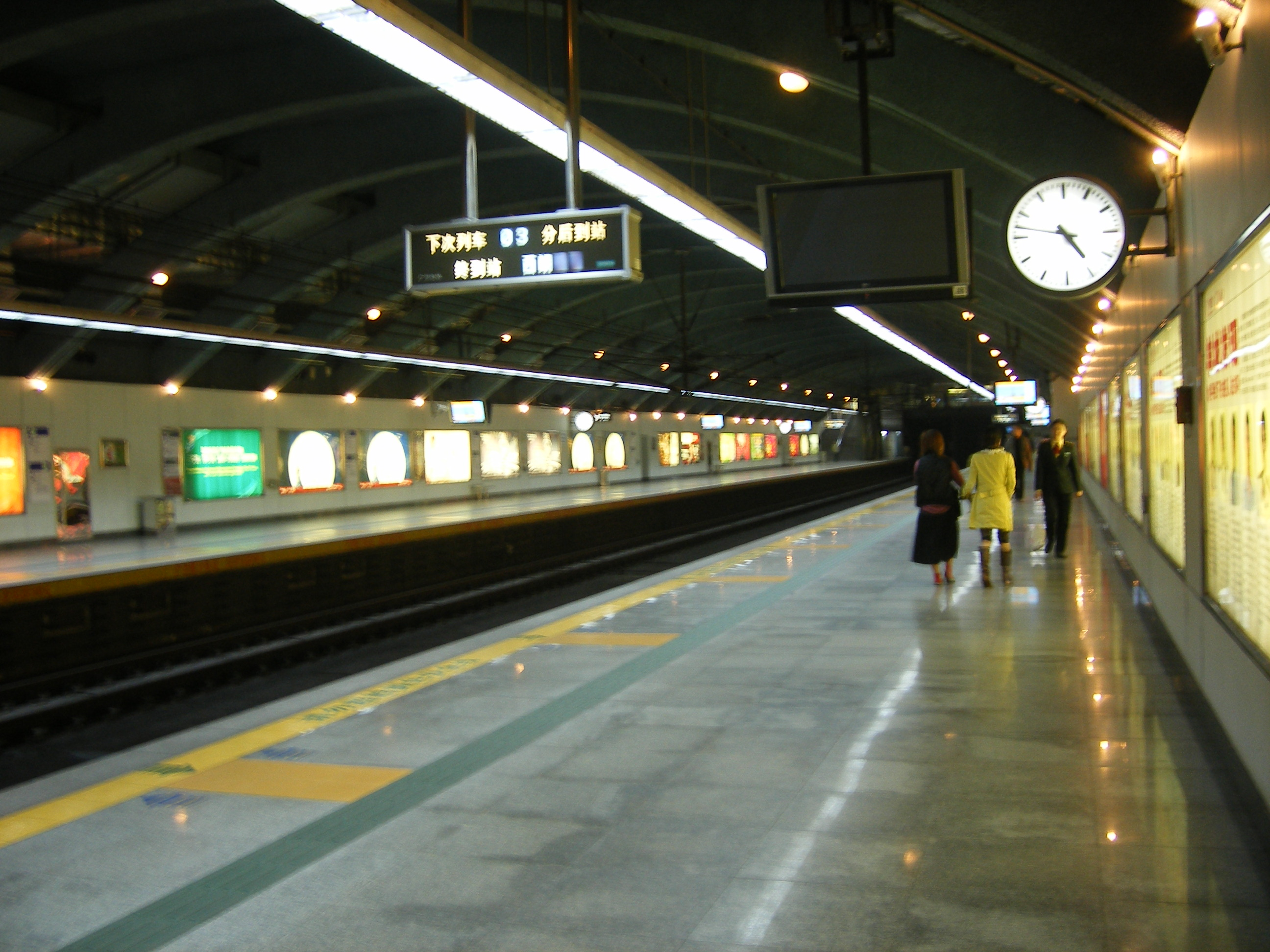
未安装安全门时的站台

在1988年的地下鐵道路網規劃中，此站命名為招村站，為當時第一期建設的1號線的中途站，与车站的现时位置一致。1993年12月28日，一號綫正式動工。1997年6月28日，包括本站在内的西塱站至黄沙站五站随1号线首通段通車而正式启用。
2004年，地鐵公司因考慮月台乘客安全和節省能源，決定為營運中的1號線全線加裝月台幕門、半高式安全門，並展開月台風道及管線改造工程。在当初设计中，本站将会安装3米的全高式安全门，同时利用顶部弧形钢结构进行固定，后来因成本以及安全原因最终改用西塱站及坑口站一样的半高式安全门。2009年3月2日，本站的半高式安全门正式投入使用，本站是1号线第十五个安装站台安全门的车站。

## 事件
- 2021年6月3日17时，为配合疫情防控措施，本站的所有出入口改为只出不进，乘客不可从车站外进入本站，但仍可离开本站[6]；7日起，本站停止对外运营服务，列车行经本站时不停站通过[7]。同月24日下午，因应芳村片区恢复对外人员和交通通行，本站恢复使用[8]。
- 2024年12月下旬，本站出入口启动翻新工程。当中D口的实际装修效果被指与棺材过于相似，在网络上引发大量讨论，地铁方面随即将装饰部分拆除[9][10][11]。